# Carl Jacob Löwig
Carl Jacob Löwig (17 de março 1803 – 27 de março de 1890) foi um químico alemão que descobriu o bromo de forma independente a Antoine Jérôme Balard.
Ele recebeu seu doutorado pela Universidade de Heidelberg por seu trabalho com Leopold Gmelin. Em 1825, durante suas pesquisas com sais minerais ele descobriu o bromo, como um gás marrom que surgia após o sal ser tratado com cloro.